# François Rambeaud
Pour les articles homonymes, voir Rambaud.
François Rambeaud, né le 20 mai 1745 à Voiron en Isère et mort le 8 mai 1799 au siège de Saint-Jean-d'Acre en Palestine, est un général de brigade de la Révolution française.

## Biographie

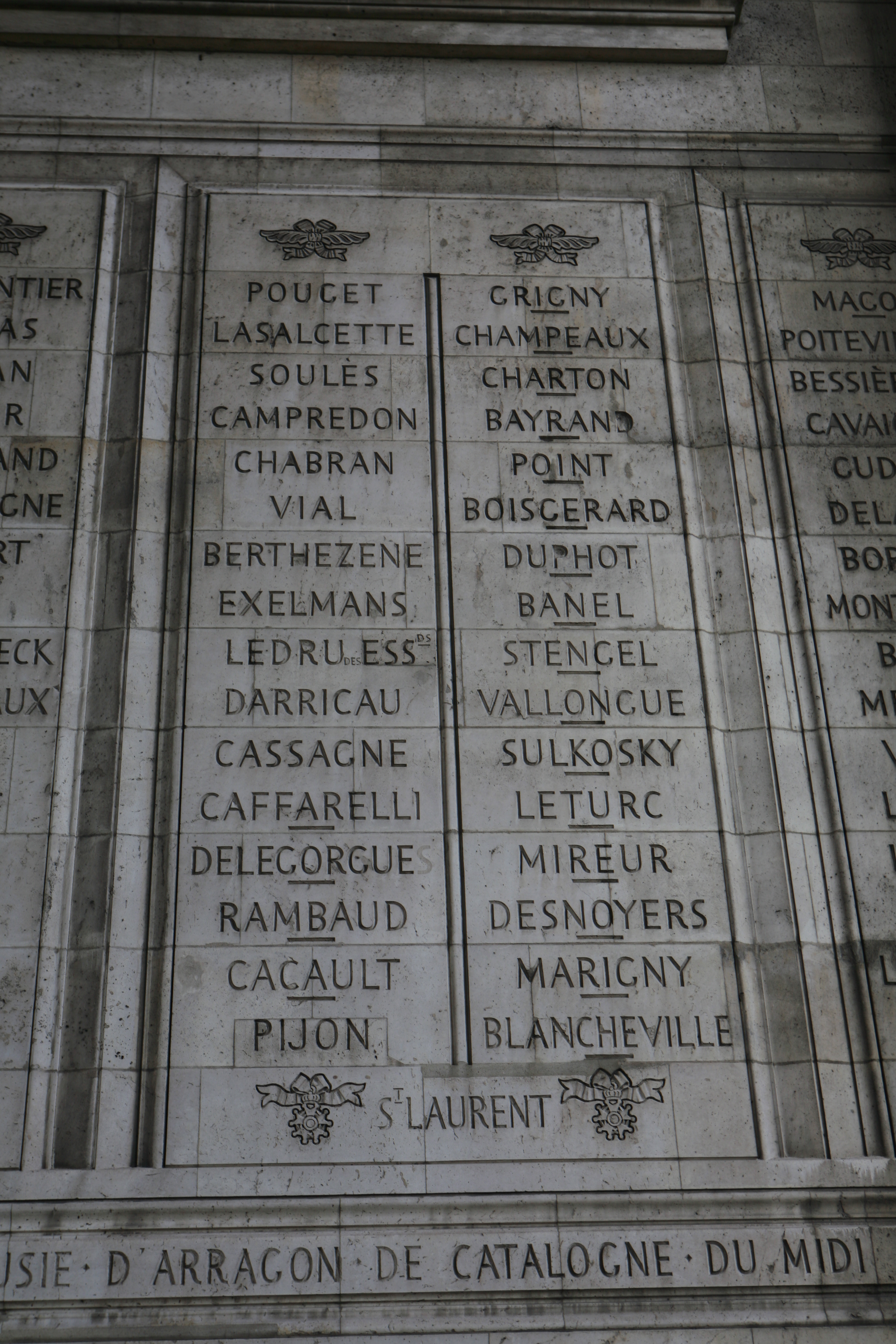
Noms gravés sous l'arc de triomphe de l'Étoile : pilier Sud, 27e et.

Il entre en service le 1er février 1762 comme soldat au régiment de Conti, il devient sergent le 1er juin 1767, fourrier le 5 juin 1775, sergent-major de fusiliers le 9 août 1777 et porte-drapeau le 28 février 1778. Il passe sous-lieutenant de grenadiers le 4 septembre 1783 et est fait chevalier de Saint-Louis le 5 mai 1791. Lieutenant le 15 septembre 1791, capitaine le 22 mai 1792 et capitaine de grenadiers le 11 septembre suivant, il sert à l’armée d’Italie sous les ordres du général Dagobert et s’empare de la ville de Sospello le 14 février 1793.
Le 25 juin 1793, Rambeaud est promu adjudant-général chef de bataillon provisoire et est confirmé dans son grade le 21 août 1793. Il est nommé adjudant-général chef de brigade le 25 février 1794, grade qui lui est confirmé le 13 juin 1795, et se fait remarquer sous les ordres du général Sérurier au combat de Saint-Martin de Lantosca le 1er septembre 1795. Il est blessé à la bataille de La Favorite le 16 janvier 1797. En mai 1798, il fait partie de l’expédition d’Égypte et de Syrie, et le 7 mars 1799, il se distingue à la prise de Jaffa. Promu général de brigade provisoire le 13 mars 1799, il monte à l’assaut de Saint-Jean-d’Acre à la tête de ses grenadiers le 8 mai suivant. Il pénètre dans la ville par une brèche avec 200 hommes, mais coupé du reste de la division, il se réfugie dans une mosquée et il périt avec la plupart de ses soldats.

## Distinctions
- Il fait partie des 660 personnalités à avoir son nom gravé sous l'arc de triomphe de l'Étoile. Il apparaît sur la 27e colonne.